# Marjan Marković
Marjan Marković (Požarevac, Srbija, 28. rujna 1981.) bivši je srbijanski nogometaš.

## Klupska karijera
Marković je karijeru započeo u Mladom Radniku, a 1999. prelazi u Crvenu zvezdu. Nakon što je odbio potpisat novi ugovor, otišao je na probu u Genou, no kako je klub zbog afere oko namještanja utakmica izbačen iz Serie A, Marković karijeru nastavlja u kijevskom Dinamu, s kojim je igrao i u Ligi prvaka. Godine 2008. vraća se u zvezdu, no od 2009. zbog svađe s upravom kluba nije igrao u prvoj momčadi, već je trenirao u matičnom Radniku. Nakon isteka, ugovora u kolovozu 2009. zbog želje da "nastavi karijeru u mirnoj sredini", potpisuje za hrvatskog prvoligaša Istru 1961, te je tako postao tek drugi srpski nogometaš koji je igrao u Prvoj HNL, nakon Dragana Žilića.

## Reprezentativna karijera
Marković je igrao za SiCG i Srbiju, za koje je nastupio 16 puta.

## Vanjske poveznice
- Profil na stranicama reprezentacije Srbije[neaktivna poveznica]
- Profil na Soccerwayu